# Sho (Tibetisches Würfelspiel)

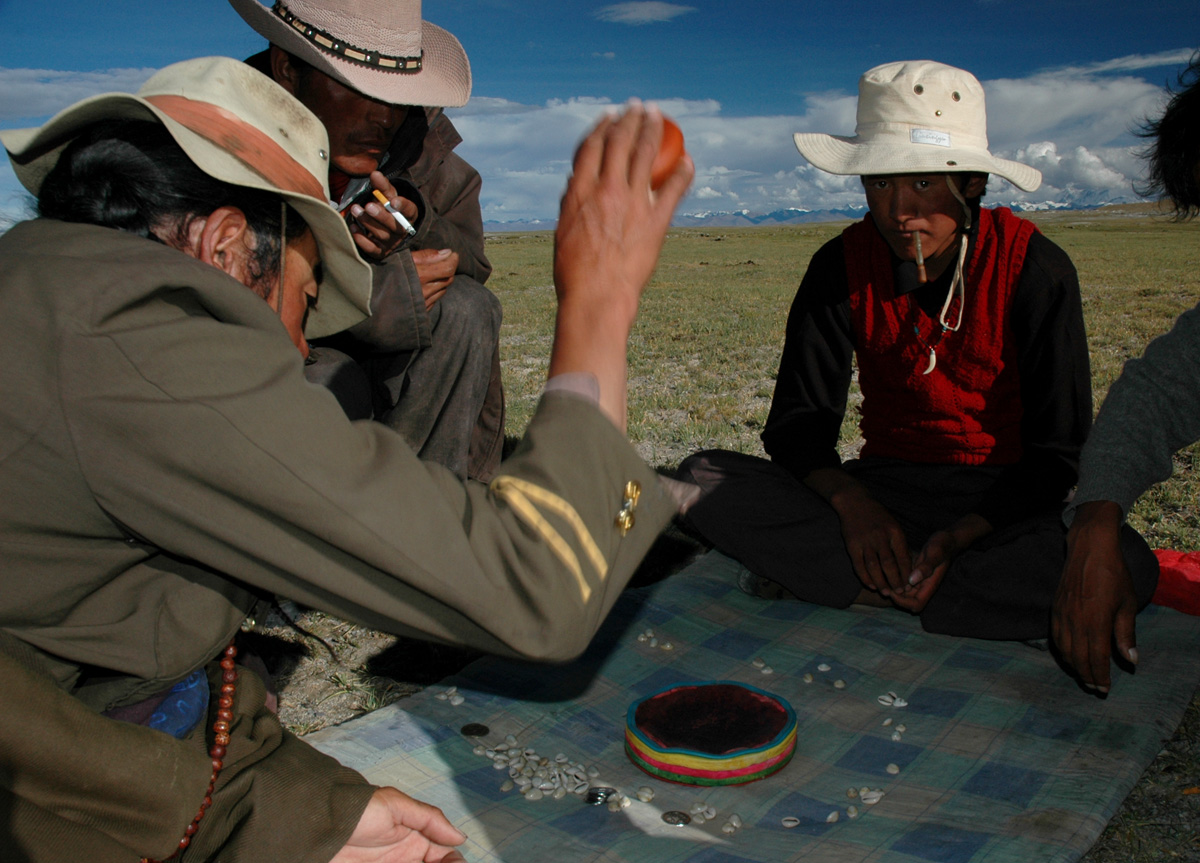
Tibeter beim Shospielen

Sho ist ein in Tibet weit verbreitetes Würfelspiel. 

## Geschichte
Sho oder auch Sho Para ist ein historisches Spiel, das hunderte von Jahren lediglich im tibetischen Hochland verbreitet war. Erst nach der chinesischen Invasion 1950 wurde es durch Flüchtlinge auch in Indien bekannt, wo es heute ebenfalls gespielt wird. Der britische Forscher Sir Charles Bell schrieb bereits während seiner Expedition nach Lhasa in den Jahren  1920/21 „Sho ist das Nationalspiel der Tibeter, das von allen, arm und reich, die Landbevölkerung eingeschlossen, gespielt wird.“ (Sho is the national Tibetan gambling game, played by all, high and low, the peasantry included.) Auch Heinrich Harrer befasste sich mit dem Spiel (1950), obwohl er es, wie er schrieb, selbst nicht spielte.

## Spiel
Gespielt wird mit zwei Würfeln, einem Würfelbecher, einem Würfelkissen, 64 Muscheln sowie neun Münzen für je einen Spieler. Die Spieleranzahl kann zwei oder drei Spieler betragen.